# Llei d'Osthoff
La llei d'Osthoff és un fenomen fonètic indoeuropeu que estableix que les vocals llargues s'escurcen quan van seguides d'una consonant ressonant (en protoindoeuropeu (PIE): * m, * n, * l, * r, * y, * w), seguida al seu torn per una altra consonant (és a dir, en un entorn de síl·laba tancada). Porta el nom de l'indoeuropeista alemany Hermann Osthoff, que la va formular per primer cop.

## Visió general
La llei era productiva a la majoria de les branques indoeuropees, exceptuant-ne les branques indoiraniana i tokhària en què es va conservar la diferència entre els diftongs llargs i curts.
Compareu:
- PIE *dyēws "déu del cel" > vèdic dyā́us, però grec antic Ζεύς.

El terme llei d'Osthoff s'aplica normalment i adequada al fenomen tal com ocorre en grec antic, que en si mateix va ser una innovació independent. No obstant això, el terme també es fa servir sovint de manera vaga per a referir-se a qualsevol mena d'escurçament de diftongs llargs en síl·labes tancades.

## Germànic
No és del tot clar si aquest fenomen era productiu en protogermànic, tot i que el següents exemples en podrien constituir una prova a favor:
- *mēmso- "carn" > *mimza-[3]
- *h₂yuh₁n̥ḱós "jove" > *jungaz[4]

## Balto-Eslàvic
L'escola tradicional de la lingüística baltoeslava planteja un allargament compensatori dels diftongs líquids abans de les consonants laringals del protoindoeuropeu. Postulen que les vocals llargues s'elevarien de to i, posteriorment,que es tornarien a escurçar a causa de la llei d'Osthoff, resultant en un diftong líquid amb entonació aguda:
- PIE *bʰerHǵós "bedoll" > PBSl. * bḗrźas > *bérˀźas > lituà béržas, serbocroat brȅza (per metàtesi líquida).

Alguns lingüistes, com ara Kortlandt i Derksen, rebutgen la idea de l'allargament compensatori abans de les laringals i, en canvi, proposen que de fet és l'entonació aguda ço que reflecteix les laringals, les quals es van acabar perdent com a la resta de branques indoeuropees. També neguen que la subfamília baltoeslava es veiés afectada per la llei d'Osthoff, i proposen una conservació de les vocals llargues heretades directament del protoindoeuropeu. Un cas particular que pot reflectir una vocal llarga heretada és *mḗms, que apareix en tots els descendents sense un accent agut (to elevat). Apareix, per exemple, en lituà com a mėsà, amb ⟨ė⟩ que reflecteix una vocal llarga baltoeslava, en oposició a ⟨ę⟩.